# Colin Edwards

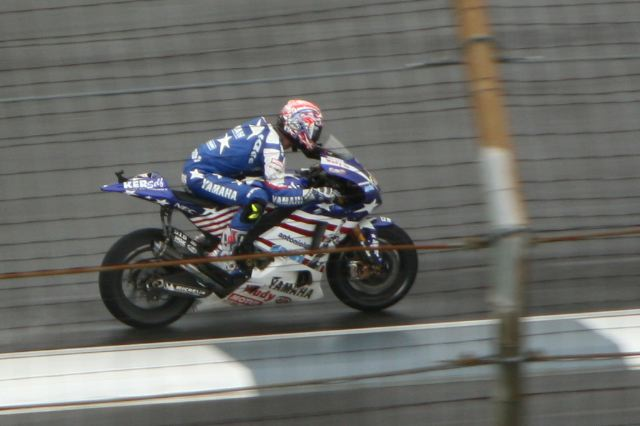
Colin Edwards

Colin Edwards al II-lea (n. 27 februarie 1974 în Houston, Texas), supranumit Tornado Texas, este un pilot de curse american de motociclism. Este de două ori campion World Superbike și a concurat în Moto GP din 2003, acum concurând pentru Yamaha Tech 3 în sezonul 2011.